# Zouma (ort)
Zouma är en ort i Burkina Faso.   Den ligger i regionen Boucle du Mouhoun, i den centrala delen av landet, 150 km väster om huvudstaden Ouagadougou. Zouma ligger 276 meter över havet och antalet invånare är 2 964.
Terrängen runt Zouma är platt. Närmaste större samhälle är Toma, 10,4 km norr om Zouma.
Omgivningarna runt Zouma är en mosaik av jordbruksmark och naturlig växtlighet. Runt Zouma är det ganska tätbefolkat, med 72 invånare per kvadratkilometer.